# ドウェイン・ポラタイヴァオ
ドウェイン・ポラタイヴァオ(Dwayne Polataivao、1990年7月30日 - ）は、サモアのラグビーユニオン選手。

## プロフィール
- ニュージーランド・オークランド出身[1]。
- ポジションはスクラムハーフ(SH)。
- 身長 175cm、体重 92kg
- サモア代表キャップは17(2021年9月現在）でワールドカップ2019のサモア代表に選ばれた[2]。

## 略歴
オークランド、ドンカスター・ナイツ、ユタ・ウォリアーズを経て、2020年、タスマンに加入。